# Papa Vitalià
Vitalià (Segni, Lacio 600 - Roma 672) va ser Papa de l'Església Catòlica de l'any 657 al 672.
Va ser elegit el maig de 657 i consagrat el 30 de juliol del mateix any. El seu papat va coincidir amb la visita de l'emperador romà d'Orient, Constant II a la ciutat de Roma, que després de visitar les basíliques va ordenar el saqueig de la ciutat.
Al cap de poc temps el bisbe Mauri de Ravenna va sol·licitar a l'emperador emancipar-se del poder del Papa. Vitalià el va excomunicar, però la seu de Ravenna va ser independent durant 10 anys.
Llavors l'emperador va morir a Sicília i el suport del papa a l'hereu legítim, Constantí Pogonat, va facilitar-li l'accés al tron, cosa que va permetre una millora de les relacions entre Roma i Constantinoble.
Va morir el 27 de gener del 672 a Roma. Va ser enterrat a la basílica de Sant Pere del Vaticà.